# 陳濟 (萬曆進士)
陳濟（1545年—？），字道行，河南開封府祥符縣人，民籍，明朝政治人物。

## 生平
隆慶元年（1567年）丁卯科河南鄉試第四十五名，萬曆二年（1574年）甲戌科會試第二百三十四名，登三甲第九十四名進士。授陕西三原县知县。

## 家族
曾祖陳紞；祖父陳讚，曾任典儀；父陳寧，曾任訓導。母蔡氏。具慶下。